# Джеймс Несміт
Джеймс Несміт (англ. James Nasmyth; 19 серпня 1808, Единбург — 7 травня 1890, Лондон) — шотландський підприємець-машинобудівник, інженер, винахідник, астроном. Син шотландського художника Александера Несміта, брат художника-пейзажиста Патріка Несміта. Автор винаходу парового молота (1839) та оригінальної конструкції телескопа. Співзасновник «Nasmyth, Gaskell and Company». Разом із Джеймсом Карпентером опублікував роботу «Місяць і планети нами» («The moon considered us a planet») (1874).

## Біографія
Джеймс Несміт народився 19 серпня 1808 року в Единбурзі (Шотландія). Його батько, Александер Несміт був художником-пейзажистом та портретистом в Единбурзі. Сім'я була великою: Джеймс був молодшим серед дітей.
Одним із захоплень батька була механіка, і той використовував увесь вільний час для роботи у власній майстерні, де залучав свого молодшого сина до роботи з усіма видами матеріалів. У молодості батько Джеймса товаришував із популярним шотландським поетом-демократом Робертом Бернзом. У Несмітів бували не лише художники, а й літератори, науковці та інженери, інколи бував Вальтер Скотт⁣, а одного разу навіть Джеймс Ватт.
На навчання для здобуття середньої освіти Джеймса було відправлено до Королівської вищої школи, де він подружився із Джиммі Паттерсоном, сином місцевого металурга-промисловця. Цікавлячись механікою, він проводив більшу частину свого часу на ливарному заводі, де поступово навчився обробляти деревину, латунь і сталь. 1820 року Джеймс покинув школу і став працювати у майстерні батька Джиммі Паттерсона, де у віці 17 років він склав свій перший паровий двигун.
З 1821 до 1826 року Джеймс Несміт регулярно відвідував Единбурзьку школу мистецтв (тепер Університет Геріот-Ватт), де став одним із найкращих її студентів. До 17 років він мав уже достатні теоретичні знання та вміння володіти інструментом, щоб виконувати розрахунки та створювати діючі моделі парових машин, які мали добрий збут. 1828 року він виготовив паровоз, який був здатен перевозити до 8 пасажирів. Це досягнення збільшило його бажання стати інженером-механіком.
Джеймс довідався про славу майстерні Генрі Модслі й вирішив влаштуватися до нього на роботу. Модслі не брав учнів, а батько Джеймса не мав змоги платити великі гроші за учнівство. Аби потрапити учнем до Модслі, Несміт виготовляє невелику парову машину. Усе починаючи з креслеників, моделей, литва, поковок аж до остаточної обробки та складання,— було зроблене ним власноруч. Виконані ним кресленики були зразком креслярського мистецтва.

У травні 1829 року Джеймс разом із батьком вирушає до Лондона, прихопивши свої напрацювання. Модслі прийняв Несмітів люб'язно, але взяти Джеймса учнем категорично відмовився. На другий день йому, утім, довелося змінити своє рішення: Джеймсу вдалося показати йому результати своєї праці. У своїй автобіографії Несміт описав ці вирішальні у його житті хвилини поки тривав огляд:
Я у неспокої чекав у кабінеті Модслі (модель і кресленики були в іншому приміщенні). Минуло двадцять довгих хвилин, нарешті Модслі увійшов до кімнати і по його жвавому виразу обличчя я відразу помітив, що так довго плекана мною мета була досягнута. У теплих і відвертих словах він висловив мені своє задоволення моїми вміннями та знаннями як механіка і як кресляра-конструктора, а потім відкривши двері, що ведуть з кабінету в його чудову особисту майстерню, він сказав: «Ось де я хочу, щоб ви працювали поруч зі мною як мій помічник. З того, що я бачив, я вважаю, що вам не потрібно ніякого учнівства».
Далі Джеймс Несміт упродовж двох років працював у майстерні Генрі Модслі, після чого зумів відкрити власну майстерню у Манчестері, де випускав різноманітні верстати й парові машини.
З 1830-х років в Англії розпочинається бурхливий розвиток залізничного транспорту. На цей час майстерня Несміта уже виросла до великого заводу з декількома корпусами. Завод Несміта отримує замовлення на паровози й успішно виконує їх. Протягом ще 16 років Несміт продовжував керувати своїм заводом, випускає десятками й сотнями токарні, стругальні, свердлильні верстати, парові машини і паровози. 1856 року він відходить від безпосередньої конструкторської й підприємницької діяльності. Займається серйозно астрономією: нею він захоплювався усе життя. Несміт помер у 1890 році у віці 82 років.

## Кар'єра
Джеймс Несміт став відомим завдяки винайденню парового молота у 1839 році (запатентований у 1842 році) та гідравлічного преса, що стали важливою складовою промислової революції, а також оригінального за конструкцією телескопа. Несміт також є конструктором понад 100 паровозів, безлічі невеликих парових двигунів, що працювали при високому тиску пари, різноманітних насосів, гідравлічних пресів та інших машин. У віці 48 років він відійшов від промислового бізнесу, щоб повністю присвятити себе астрономії. Разом із Джеймсом Карпентером він публікує книжку «Місяць: розглянемо як планету, світ і супутник» (The moon: considered as a planet, a world, and a satellite) (1874).

## Паровий молот

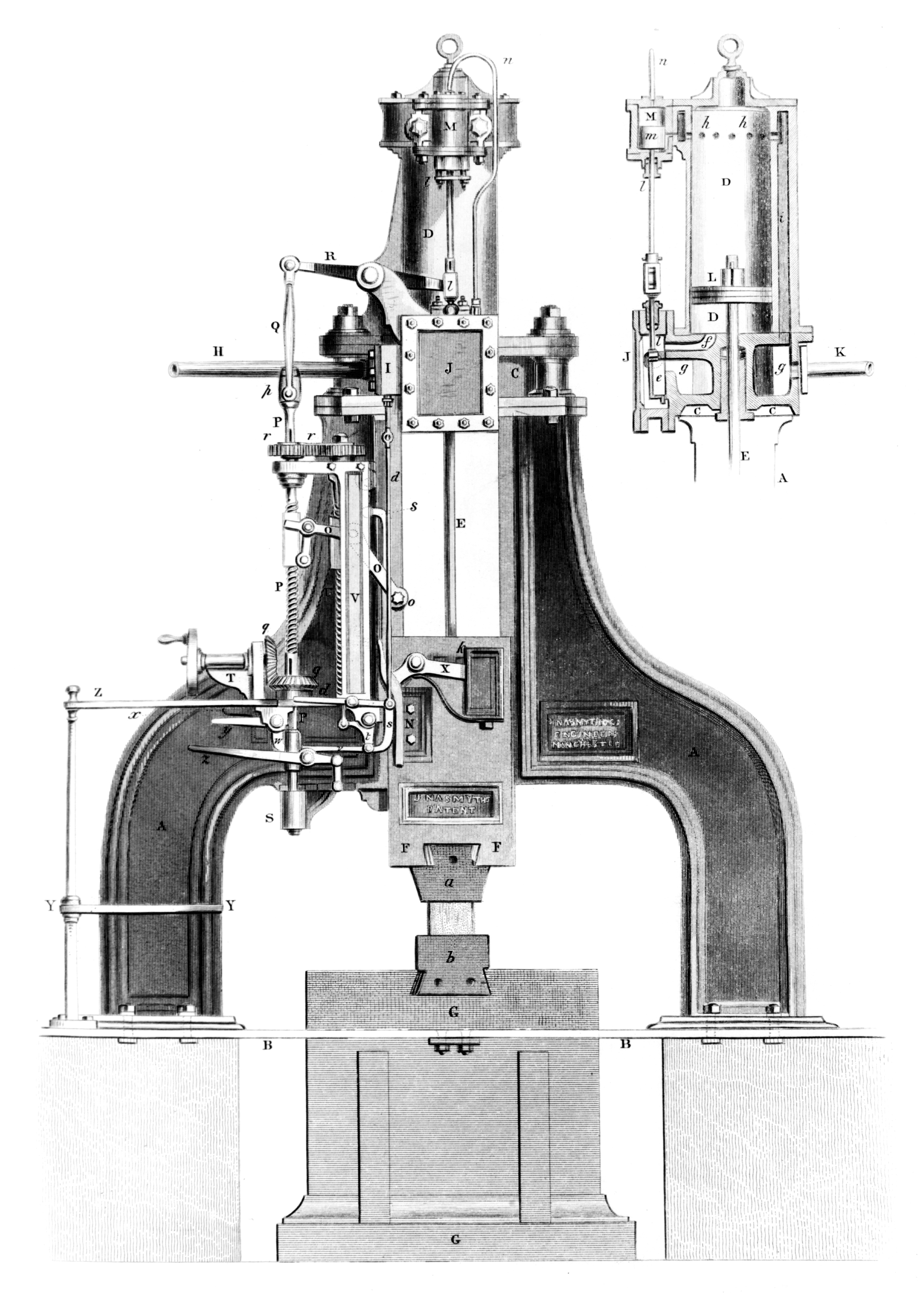
Діючий паровий молот Джеймса Несміта, ' (1854)

У 1837 році компанія Great Western Steamship Company, що будувала гігантський пароплав «Велика Британія» зустрілась із труднощами з виготовлення колінчастого вала двигуна приводу гребного гвинта, оскільки величина ходу найбільшого молота, піднятого на всю висоту, була замалою для обробки таких великих деталей. Коли деталь вала розташовувалась у ковадлі, у молота не залишалося простору для падіння, і в 1838 році інженер компанії Френсіс Гамфріс (англ. Francis Humphries) написав Несміту:
Я розумію, що немає штампувального молота для преса в Англії чи Шотландії, достатньо потужного, щоб виготовити механізм колін вала гребного гвинта для «Великої Британії»! Що мені робити?
Несміт задумався над проблемою та став шукати її вирішення. Відкидний молот мав очевидні недоліки, тому що завдавав кожного удару з тією ж силою. Несміт винайшов паровий молот, зобразив його схематично та відтворив ідею нового пристрою у рисунках «Книги схем», яку він показував своїм замовникам.
З метою забезпечення французьких арсеналів і корабелень інструментами, у квітні 1842 року Несміт відвідав Францію і під час відвідин скористався можливістю, щоб ознайомитись із промисловістю у Ле-Крезо. При огляді він виявив паровий молот його власної конструкції у дії. Таємниця дуже швидко відкрилась — один із промисловців скопіював його рисунок із «Книги схем» під час відвідин Англії. Два місяці по тому, після свого повернення до Англії, у червні 1842 року, Несміт запатентував молот і розпочав його виробництво в Единбурзі. При використанні такого парового молота виробничі затрати могли бути зменшеними, більше ніж на 50 %, з одночасним покращенням якості поковки.
Перші молоти мали тип конструкції з вільним падінням, але пізніше вони були змінені, конструкцією з прикладанням додаткового зусилля при падінні ударної частини. До винаходу парового молота Несміта великі вироби, на кшталт якорів суден, виготовлялися з окремих менших частин, які потім зварювалися в одне ціле. Головна особливість його машини була в тому, що оператор керував силою кожного удару. Несміт любив хвалитися можливостями молота, демонструючи, як той міг спочатку розбити яйце, поміщене у фужер, не пошкодивши скло, а потім слідував удар на повну силу, який стрясав будівлю. Переваги його винаходу стали настільки очевидними, що незабаром молот Несміта можна було зустріти в усіх великих майстернях по всій країні.
Оригінальний молот Несміта тепер зберігається в будівлі ливарного заводу Nasmyth Patricroft (тепер бізнес-парк). Більшим за габаритами зразком парового молота моделі Nasmyth & Wilson володіє Університет Болтона: він виставлений на території університетського містечка.
Надалі Несміт застосував принцип парового молота для забивання паль, машину для забивання яких (копер) він виготовив у 1843 році. Його перша машина використовувала чотиритонний паровий молот, а швидкість роботи становила 80 ударів на хвилину. Копер був уперше продемонстрований у конкурсі з командою, що використовувала традиційний метод забивання, у Девонпорті. 3 липня 1845 року машина Несміта забила палю завдовжки 70 футів (близько 21 метра) і площею у поперечнику 18 квадратних дюймів (45 см²) за чотири з половиною хвилини, тоді як за традиційним методом знадобилося 12 годин. Це було значним успіхом, і на його копер поступило багато замовлень. Копер знайшов застосування у найближчі декілька років при будівництві багатьох споруд в усьому світі, як-от міст «High Level Bridge» в Ньюкасл-апон-Тайн та греблі на Нілі в Асуані у Єгипті.
До 1856 року було вироблено загалом 490 парових молотів, що продавались, як у Європі, так і в Азії чи Австралії, що забезпечило 40 % доходів компанії Джеймса Несміта.

## Інші винаходи

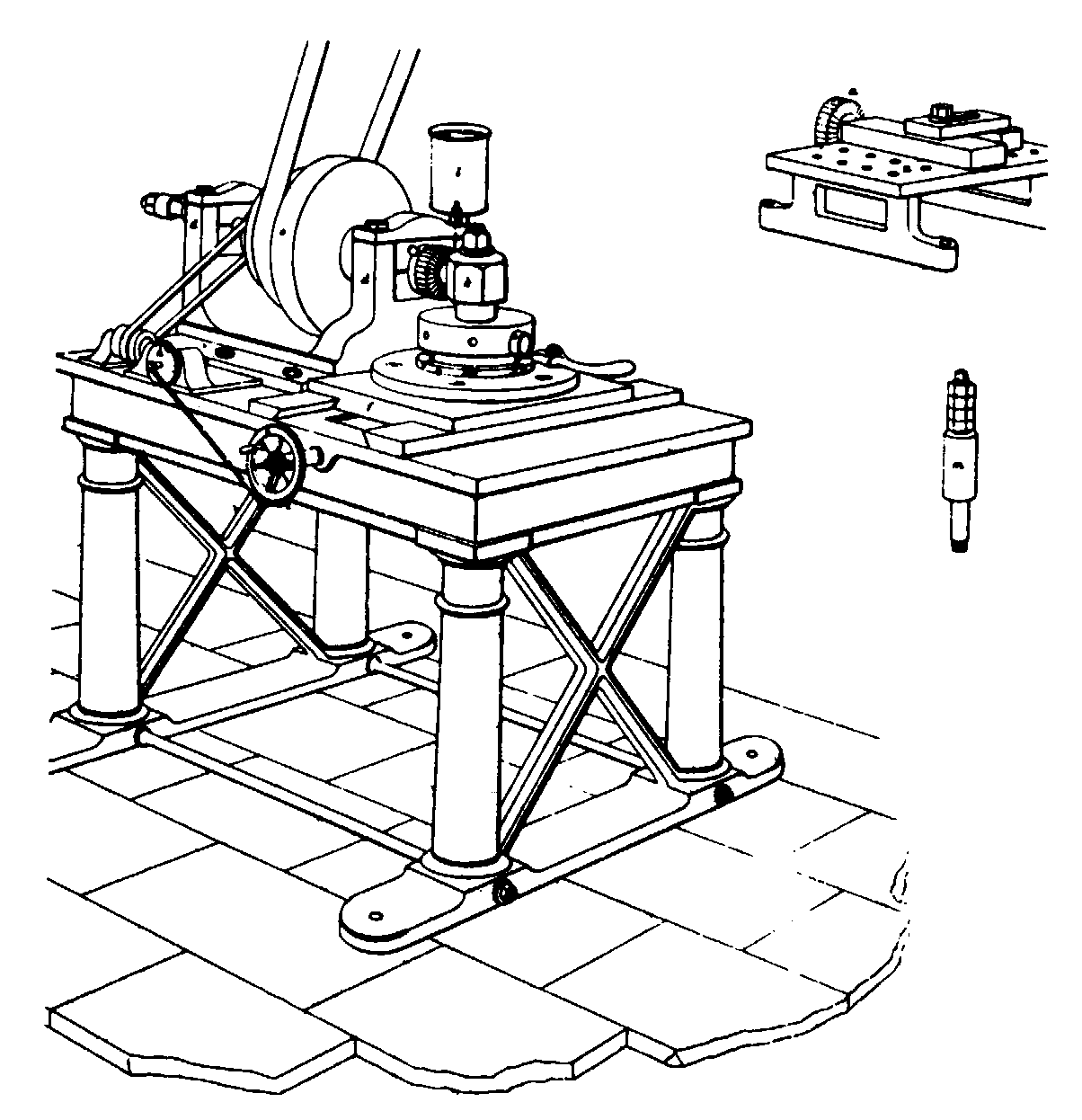
Фрезерний верстат із ділильною головкою конструкції Джеймса Несміта (1829—1831 роки)

Фрезерний верстат із ділильною головкою для закріплення заготовки було сконструйовано й виготовлено Джеймсом Несмітом між 1829 і 1831 роком. Такого роду пристрої використовуються й досі.
Несміт був також одним із перших виробників різальних інструментів, який запропонував стандартизацію ряду верстатів. До нього виробники виготовляли інструменти відповідно до специфікацій індивідуальних замовників із мінімумом стандартизації, що викликало проблеми сумісності.
Серед інших винаходів Несміта, більшість із яких він так і не запатентував, були:
- засіб передання обертального руху за допомогою гнучкого вала, виготовлений із гнучкого дроту;
- верстат для прорізання шпонкових канавок;
- саморегульовані підшипники;
- гвинтовий ківш для переміщення розплавленого металу, яким могли безпечно й ефективно керувати двоє людей замість шести раніше необхідних.

## Пам'ять
У 1935 році Міжнародний астрономічний союз присвоїв ім'я Джеймса Несміта кратеру на видимому боці Місяця і астероїду головного поясу 5680 Несміт.